# Śledziejowice
Śledziejowice – wieś w Polsce położona w województwie małopolskim, w powiecie wielickim, w gminie Wieliczka.

## Położenie
W 1595 roku wieś położona w powiecie szczyrzyckim województwa krakowskiego była własnością kasztelana małogoskiego Sebastiana Lubomirskiego. W latach 1975–1998 miejscowość położona była w województwie krakowskim.
W roku 2021 we wsi mieszkało 2406 osób, z czego 50,8% mieszkańców stanowiły kobiety, a 49,2% mężczyźni.

## Części wsi
| SIMC    | Nazwa    | Rodzaj    |
| ------- | -------- | --------- |
| 0341646 | Dwór     | część wsi |
| 0341652 | Kresy    | część wsi |
| 0341669 | Krzyż    | część wsi |
| 0341675 | Stawisko | część wsi |
| 0341681 | Wygon    | część wsi |
| 0341698 | Wysypka  | część wsi |

## Zabytki
Obiekt wpisany do rejestru zabytków nieruchomych województwa małopolskiego.
- Zespół budynków dworskich: oficyna boczna zachodnia ze ścianą kurtynową – przewiązką, stajnia, stodoła.

Historia dworu w Śledziejowicach sięga pierwszej połowy dziewiętnastego wieku. Z opracowania profesora Stanisława Gawędy dowiedzieć się można, że budynek wybudowany w 1823 roku dla rodziny Larysz-Niedzielskich wykonany był z drewna modrzewiowego, miał prostą, bryłę ozdobioną jedynie gankiem z doryckimi kolumnami. Wnętrze tradycyjnie dzieliła na połowę obszerna sień. Wyposażenie domu nie było wystawne. Trzynaście pokoi wypełniały skromne meble z malowanego drewna lipowego i bardziej ozdobne kredensy oraz szafy gdańskie. Na ścianach obok portretów przodków wisiały liczne makaty, kobierce oraz broń myśliwska i trofea. Dwór pozostawał w posiadaniu rodziny Niedzielskich do 1947 roku, kiedy to przejął go skarb państwa. Potem kolejno mieściły się w nim przedszkole, gminna spółdzielnia oraz biura i mieszkania pracowników spółdzielni przetwórstwa owocowo-warzywnego.
Dwór chylił się ku upadkowi aż do 1987 roku. Obiekt wymagał gruntownego remontu, którego dokonał jego nowy właściciel. Wyposażając dom w meble i sprzęty, starał się on nawiązać do tradycji polskiego dworu.
Dom otacza siedmiohektarowy, angielski park założony na przełomie XVIII i XIX wieku. Przed drugą wojną światową uznano go za rezerwat przyrody. Spotkać tu można jedne z najstarszych okazów rodzimych gatunków drzew, np. grupę dębów o obwodzie pnia dochodzącym do sześciu metrów, z których najstarszy liczy sobie ok. 600 lat. Są tu także rzadkie drzewa egzotyczne, np. ponad 250-letni śródziemnomorski cypryśnik błotnisty czy, jedna z najstarszych w Europie, magnolia drzewiasta kandelabrowata.
W 1865 w Śledziejowicach gościł sławny polski malarz Artur Grottger.